# داسو فالكون 20
داسو فالكون 20 (بالإنجليزية: Dassault Falcon 20)‏ نفاثة أعمال فرنسية الصنع وهى الأولى في عائلتها من صنع داسو للطيران. يطلق عليها في بعض الأوقات لقب «فالكون ميستار».

## المواصفات
- الطول: 17 متر.
- المسافة بين الجناحين: 16.5 متر.
- الارتفاع : 5.5 متر.
- مساحة الأجنحة: 42 متر².
- الوزن فارغة: 11,567 كجم.
- الوزن محملة: 14,515 كجم.
- المحرك: محركان من النوع (Garrett ATF3-6-2C Turbofan).

## طرازات
- فالكون 20 : صنعت واحدة فقط :نسخة تجريبية.
- فالكون 20 سي : الإنتاج الأول للطائرة، عرف بأنه النعيار الأمثل للطائرة فالكون 20. طور لاحقا إلى الطراز دي.
- فالكون 20 سي سي : تشبه فالكون 20 سي عدا أنها زودت بإطارات ذات ضغط منخفض.
- فالكون 20 دي : زودت بمحرك أقوى وهو (GE CF-700-2D) ذو الاستهلاك القليل للوقود، وزودت بخزانات وقود أكبر.
- فالكون 20 إيه : زودت بمحرك أقوى وهو (GE CF-700-2D-2).
- فالكون 20 إف : زودت بخزانات وقود أكبر.
- فالكون 20 إف إتش : النسخة التجريبية من الطائرة فالكون 200.
- فالكون 20 جي : نسخة للدوريات البحرية، ومجهزة بمحركين توربيان من نوع (ATF3-6-2C).
- فالكون 20 إتش : التصميم الأصلى لفالكون 200.
- فالكون 200 : طراز جديد مزود بمحركان (ATF3-6A-4C) من زنة 2360 كجم.
- فالكون إس تي : جهزت برادار ميدانى ونظام ملاحة الخاص ب الطائرة ميراج الثالثة.
- إتش يو 25 إيه جارديان (HU-25A Guardian) : نسخة فالكون 20 جى المخصصة لقوات غفر السواحل الأمريكية.
- إتش يو 25 بي جارديان (HU-25B Guardian) : ذات نظام تحكم في التلوث.
- إتش يو 25 سي جارديان (HU-25C Guardian).
- جارديان 2 : نسخة لغفر السواحل من فالكون 200. لم تنتج أبدا حتى الآن.
- سي سي 117 : التصميم الكندى من فالكون 20 سي في عام 1970.
- فان جيت فالكون : الاسم التسويقى للطائرة في الولايات المتحدة الأمريكية.
- فالكون 20 سي 5 / دي 5 / إيه 5 / إف 5 :

هي طائرة فالكون 20 زودت بمحركات من نوع (TFE-731-5AR-2C) أو (TFE-731-5BR-2C) ونظام مضاد للجليد، نظام تحكم في الكهرباء والمحرك، ونظام إقلاع أتوماتيكي.

## المستخدمون
خدمت فالكون 20 بجميع طرازاتها في العديد من الدول ضمن القوات العسكرية وتلك الدول كالتالى :
- الجزائر

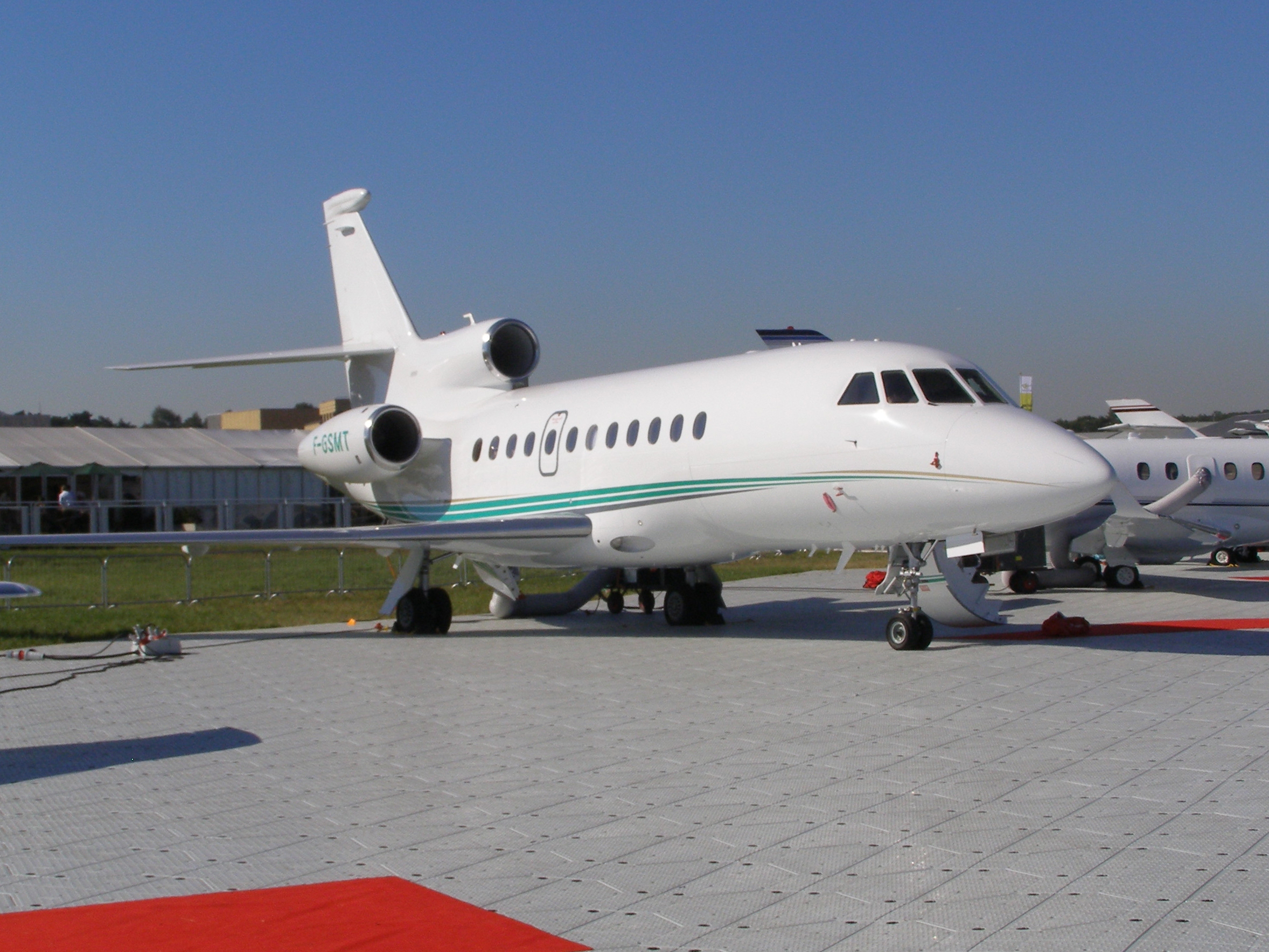
فالكون 20.

- أستراليا (القوات الجوية الملكية الأسترالية.).
- بلجيكا (طائرتان من طراز 20 إيه، خدمت منذ عام 1973.).
- كندا
  - القوات الجوية الملكية الكندية.
  - القوات الكندية.
- جمهورية إفريقيا الوسطى
- تشيلي
- جيبوتي
- مصر (ثلاثة طائرات في الفيلق الرئاسي بالقوات الجوية المصرية.).
- فرنسا (القوات الجوية الفرنسية.).
- غينيا بيساو
- إيران
  - القوات الجوية الإيرانية.
  - البحرية الإيرانية.

- الأردن
- لبنان
- ليبيا
- المغرب
- عُمان

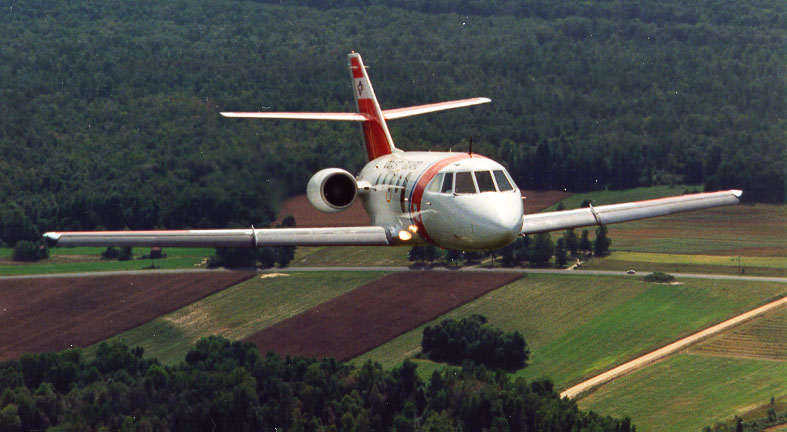
طائرة قوات حرس السواحل الأمريكي إتش يو 25 جارديان.

- باكستان (القوات الجوية الباكستانية).
- ساحل العاج
- النرويج
- بيرو
- البرتغال
- إسبانيا
- السودان (القوات الجوية السودانية.).
- سوريا (القوات الجوية العربية السورية.).
- تونس
- الولايات المتحدة (قوات حرس السواحل الأمريكي.).
- فنزويلا